# Edwardsia leidyi
Edwardsia leidyi is een zeeanemonensoort uit de familie Edwardsiidae.
Edwardsia leidyi is voor het eerst wetenschappelijk beschreven door Verrill in 1898.